# Vedskivlav
Vedskivlav (Hertelidea botryosa) är en lavart som först beskrevs av Elias Fries, och fick sitt nu gällande namn av Printzen & Kantvilas. Vedskivlav ingår i släktet Hertelidea och familjen Stereocaulaceae.  Arten är reproducerande i Sverige. Inga underarter finns listade i Catalogue of Life.